# نوکر همسر (فیلم ۱۹۸۳)
نوکر همسر (به هندی: Naukar Biwi Ka) یا همسر خدمتکار فیلمی محصول سال ۱۹۸۳ و به کارگردانی راجکومار کوهلی است. در این فیلم بازیگرانی همچون درمندرا، آنیتا راج، رینا روی، وینود مهرا، راج بابار، اوم پراکاش، قادرخان، ای. کی. هانگال، ریشی کاپور، دنی دنزونگپا ایفای نقش کرده‌اند.